# Theta2 Tauri
Theta² Tauri (θ² Tau) – gwiazda w gwiazdozbiorze Byka. Znajduje się około 150 lat świetlnych od Słońca.

## Nazwa
Gwiazdy wchodzące w skład gromady Hiad nie miały przyporządkowanych jednoznacznie nazw pochodzących z mitologii greckiej, chociaż same Hiady nosiły imiona, znane z pism starożytnych pisarzy. Majowie z Jukatanu nazywali tę gwiazdę w swoim języku chamukuy, nazwą małego ptaka. Międzynarodowa Unia Astronomiczna w 2017 roku formalnie zatwierdziła użycie nazwy Chamukuy dla określenia tej gwiazdy.

## Charakterystyka
Theta² Tauri jest położona na niebie blisko nieco słabszej gwiazdy Theta¹ Tauri, ale pomiar paralaksy wskazuje, że w przestrzeni dzieli je odległość czterech lat świetlnych, co sugeruje że raczej nie są one związane. Nawet będąc w tej samej odległości od Słońca, gwiazdy te byłyby oddalone o 16 tysięcy jednostek astronomicznych, a ich ewentualne powiązanie mogłoby zostać łatwo zerwane przez oddziaływanie grawitacyjne innych członków gromady.
Jest to gwiazda sklasyfikowana jako olbrzym należący do typu widmowego A7, w rzeczywistości prawdopodobnie będąca podolbrzymem. Gwiazda ma temperaturę 7880 K i jasność 69 razy większą niż jasność Słońca. Jej promień jest 3,9 razy większy niż promień Słońca. Masa tej gwiazdy to 2,4 masy Słońca, ma ona 670 milionów lat, co jest wiekiem zgodnym z wiekiem gromady. Jest to ponadto gwiazda zmienna typu Delta Scuti, o 12 wyznaczonych okresach zmienności od 1,64 do 2,22 godziny, które zmieniają jej blask o 0,0005–0,03m.
Gwiazda ma towarzyszkę o wielkości gwiazdowej 4,86m. Prawdopodobnie jest to gwiazda ciągu głównego typu A5, o jasności 19 razy większej niż Słońce, promieniu trzykrotnie większym i masie 1,8 M☉. Porusza się po ekscentrycznej orbicie, przybliżając się na 0,23 au i oddala na 1,3 au od jaśniejszego składnika w okresie 140,7 doby.